# Scaptius vinasia
Scaptius vinasia är en fjärilsart som beskrevs av William Schaus 1910. Scaptius vinasia ingår i släktet Scaptius och familjen björnspinnare. Inga underarter finns listade.